# 막시밀리앙 드 로이히텐베르크 공작
막시밀리앙 조제프 외젠 오귀스트 나폴레옹 드 보아르네(Maximilien Joseph Eugene Auguste Napoleon de Beauharnais, 1817년 10월 2일 ~ 1852년 11월 1일)은 제3대 로이히텐베르크 공작이다. 러시아 황제 니콜라이 1세의 장녀 마리야 니콜라예브나 여대공의 남편이기도 하다.

## 생애
막시밀리앙은 외젠 드 보아르네와 바이에른 공주 아우구스테 사이에서 막내아들로 태어났다. 그의 조부는 나폴레옹 보나파르트였고(외젠은 그의 양자였다) 외조부는 바이에른의 초대 국왕 막시밀리안 1세 요제프였다. 큰누나 조제핀은 스웨덴의 왕비가 되었으며, 셋째 누이 아멜리는 브라질의 황제 페드루 1세의 황후가 되었다. 형 오귀스트는 포르투갈의 여왕 마리아 2세의 부군이 되었는데, 그는 결혼한 지 얼마 되지 않아 후사를 남기지 못한 채 죽었다. 막시밀리앙은 형의 뒤를 이어 로이히텐베르크 공작이 되었고, 1839년 7월 2일 러시아 여대공 마리아 니콜라예브나와 결혼했다. 두 사람은 종교도, 신분도 달랐기 때문에(러시아의 황녀인 마리아 니콜라예브나에 비하면 막시밀리앙의 지위는 일개 귀족에 불과했다) 이 결혼에 대해서는 주위의 반대가 심했다. 니콜라이 1세는 사위에게 전하(Imperial Highness)의 칭호를 주고, 그를 러시아의 황족으로 인정함으로써 이 문제를 해결했다. 막시밀리앙은 아내 및 아이들과 함께 상트페테르부르크의 마린스키궁에서 살았고, 그곳에서 죽었다.

## 자녀
- 알렉산드라 (1840-1843)
- 마리아 (1841-1914) 바덴 대공자비 (막시밀리안 폰 바덴의 모친)
- 니콜라이 (1843-1891) 제4대 로이히텐베르크 공작
- 에브게니야 (1845-1925) 올덴부르크 대공자비
- 에브게니 (1847-1901) 제5대 로이히텐베르크 공작
- 세르게이 (1849-1877)
- 게오르기 (1849-1912) 제6대 로이히텐베르크 공작

| 전임 아우구스토 | 로이히텐베르크 공작 | 후임 니콜라이 |